# Купа на СССР по футбол
Купата на СССР е футболен турнир, провеждал се от 1936 до 1992 година. Победителят в него става носител на националната купа. Най-много пъти купата е печелена от ФК Спартак Москва - 10, като червено-белите са и последният носител на купата. Купата никога не е била печелена от един отбор в 2 поредни сезона. Карпати Лвов е единственият носител на трофея, който не е бил във Висшата дивизия на СССР.